# Dombeya asymmetrica
Dombeya asymmetrica är en malvaväxtart som beskrevs av Appleq.. Dombeya asymmetrica ingår i släktet Dombeya och familjen malvaväxter. Inga underarter finns listade i Catalogue of Life.